# Highdee Kuan
Highdee Kuan, född 3 maj 1998 i San Francisco, är en amerikansk skådespelare.
Kuan har bland annat medverkat i TV-serien The Brothers Sun. Hon har även medverkat i filmerna Welcome to Redville och Fear the Night.

## Filmografi (i urval)
- 2023 – Fear the Night
- 2023 – Welcome to Redville
- 2024 – The Brothers Sun (TV-serie)